# Marija Kmet
Marija Kmet, slovenska učiteljica, pisateljica, prevajalka in novinarka, * 31. januar 1891, Šentlovrenc na Dolenjskem, † 1. november 1974, Ljubljana.

## Življenje
Marija Kmet se je rodila leta 1891 v Šentlovrencu na Dolenjskem v učiteljski družini. Oče ji je umrl, ko je bila stara štiri leta. Po njegovi smrti se je morala mama z osmimi otroci izseliti. Ker ni morala vseh vzdrževati, se je Marija vrnila v Šentlovrenc k teti in stricu na kmetijo, kjer je hodila v šolo. Ko je bila stara devet let, se je vrnila v Maribor k mami. Leta 1910 se je odpravila v Trst, kjer je poučevala in začela pisati ter se borila proti diskriminaciji učiteljic. Po šestih letih se je preselila v Ljubljano, kjer je delala kot novinarka, pisateljica in prevajalka. Leta 1920 se je zaradi bolezni upokojila in začela pisati članke za Mladiko, kjer je bila sourednica. Svoje družine si ni ustvarila, njen nečak Janez Kmet se je poročil v rodbino Otona Župančiča.

## Šolanje
Osnovno šolo je končala v Mariboru in nato obiskovala meščansko srednjo šolo pri redovnicah uršulinkah v Ljubljani. Leta 1910 je opravila maturo in se odločila za učiteljski poklic ter opravila izpit iz jezikovno-zgodovinske smeri.
Že v času šolanja je pri štirinajstih letih s sošolkami oblikovala rokopisni list Lilija, ki je izšel v štirih številkah. V njem je objavljala svoja prva literarna dela pod psevdonimom Svitoslava. Veliko je brala, predvsem Zolaja, Dostojevskega, Ibsena in Nietzscheja.

## Delo
Od 1910 do 1929 je bila učiteljica V Trstu, devet let je poučevala na šoli Sv. Cirila in Metoda. Po prvi svetovni vojni so jo Italijani zaradi kulturnega aktivizma pregnali iz Trsta. Preselila se je v Ljubljano, kjer je ostala do smrti. V Ljubljani je delala kot novinarka in pisateljica. Veliko je tudi prevajala, največ iz ruščine in nemščine. Sodelovala je pri listih Slovan, Ženski svet, Slovenski narod.

## Literarno ustvarjanje
S pisanjem je začela že v času šolanja, ko je s sošolkami sooblikovala rokopisni list Lilija. Prvi honorar je dobila za črtico v Domačem prijatelju od pisateljice Zofke Kveder. Pisala je pesmi, romane, drame, članke, kritike, črtice...
Leta 1909 je v reviji za otroke Zvonček objavila prve literarne poskuse. Sodelovala je pri Vrtcu, njene črtice so objavljali tudi v Domačem prijatelju in Ženskem svetu. Podpisovala se je kot "Kmetamarija". Njena kratka pripovedna proza se je v slovenski periodiki prvič pojavila leta 1911, ko so v Domačem prijatelju objavili njeno prvo črtico Brez sonca.
Njena prva knjiga z naslovom Bilke je izšla leta 1920. To je zbirka krajših proz, ki so nastale v času, ko so na pisateljico močno vplivala dela Ivana Cankarja.
Največ leposlovnih del je izšlo v reviji Ljubljanski zvon. V Ljubljanskem zvonu je objavila tri dramska besedila: Notturno, Karikature in Mati, roman V metežu in novelo Brez tal ter avtobiografijo Moja pota. Sodelovala je tudi pri listih Slovan, Ženski svet in Slovenski narod.
Objavljala je tudi pesmi in črtice v otroških listih Angelček in Vrtec. Leta 1920 se je upokojila in med vojnama sodelovala pri reviji Mladika, ki jo je izdajala Mohorjeva družba, nekaj časa je bila tudi sourednica.
Prevedla je Kristusove legende švedske pisateljice Selme Lagerlöf. Leta 1972 je izdala zadnjo knjigo, in sicer krajše otroške proze Bureži-brbrači.

### Tematika
V njeni literaturi se kažeta simbolizem in ekspresionizem, ukvarjala se je s problematiko ženske in problematiko socialno in duševno zapostavljenega človeka. V svojih delih se je Marija Kmet posvečala predvsem neenakopravnemu položaju žensk v družbi. V večini besedil je glavna junakinja ženska, ki je odvisna od svojega partnerja in je zato popolnoma izključena iz njegovega življenja, kar je v večini posledica patriarhalne vzgoje. Tak tip ženske si zaradi moškega uniči življenje.
Pojavlja pa se tudi nasprotni tip ženske – ta je neodvisna in svobodna. Pojavlja se v stranski vlogi, ki pa ima velik pomen.
Marija Kmet je uvedla tudi okolje učiteljev in učiteljic, novo pokrajino - obalo in mesti Trst in Benetke.